# Dalechampia aristolochiifolia
Dalechampia aristolochiifolia, conocida como flor bella abanquina, es una especie de flor descrita por Carl Sigismund Kunth. Dalechampia aristolochiifolia es parte del género Dalechampia y la familia Euphorbiaceae.
Se encuentra distribuida en el Perú. No incluye ninguna subespecie en el Catalogue of Life.